# Miloš Uher
Miloš Uher (27. červenec 1914 Lubina – 27. únor 1945 Cetuna, část Bzinec pod Javorinou) v meziválečném období se živil jako kovář a příležitostný dělník. Během Slovenského národního povstání významný organizátor partyzánského hnutí na západním Slovensku.

## Život
Koncem roku 1939 se pokusil utéct přes Maďarsko do Jugoslávie, byl však zatčen a 3 měsíce vězněn v Budapešti. Po návratu se zapojil do protifašistického hnutí v Myjavě. Udržoval spojení s uprchlíky ze zajateckých a koncentračních táborů. Roku 1943 založil spolu s Valentin Medvedev-Furmanovem sovětsko-česko-slovenskou partyzánskou skupinu. Zanedlouho navázal spojení s pionýrským praporem v Novém Městě nad Váhom, odkud získal zbraně. V den vypuknutí Slovenského národního povstání 29. srpna 1944 tuto jednotku (400 mužů) v Lubině vyzbrojil. Od září 1944 velel oddílu Hurban 2. československé partyzánské brigády J.V. Stalina, kterou vedl Iľja Danilovič Dibrova. 27. února 1945 byla tato jednotka v Cetuni napadena oddílem Abwehrgruppe 218-Edelweiss a POHG. Po celodenním boji partyzáni zlikvidovali asi 100 fašistů, padlo i nejméně 15 partyzánů, mezi nimi i Miloš Uher. Okolnosti jeho smrti nebyly objasněny, byl zastřelený zezadu během léčky, ve stodole u bývalé hospody "U Gašparýkov" v Cetuni, zrádcem jiné politické orientace z vlastních řad. Byl pohřbený ve společném hrobu na vrchu Roh nedaleko jeho rodiště v obci Lubina, kde mu také po válce vybudovali pomník. Památník partyzánů je také v Cetuni. Je po něm pojmenována ulice v Košicích v městské části Západ (Terasa) a v Popradu v městské části Jih III, také v Novém Městě nad Váhom, na Myjavě a v Michalovcích.
In memoriam vyznamenán Řádem SNP I. třídy a Řádem červené hvězdy.